# Арман Поль Матисович
Поль Арма́н, справжнє ім'я Петеріс Пауль Тілтиньш (латис. Pols Armāns; Pēteris Pauls Tiltiņš; нар. 4 квітня 1903 — 7 серпня 1943) — радянський офіцер-танкіст. Відзначився у громадянській війні в Іспанії, загинув під час німецько-радянської війни, полковник (1940).
Перший в СРСР танкіст, удостоєний звання Героя Радянського Союзу (31.12.1936).

## Життєпис
Народився 4 квітня 1903 року в маєтку Міттельгоф, Курляндської губернії Російської імперії (нині — Сесавська волость Єлгавського краю, Латвія) в родині селянина Матіса Тілтиня. Латиш. У підлітковому віці деякий час мешкав у Франції, там отримав перше посвідчення особи, звідти й незвичайне ім'я — Поль Арман.
Навчався в Єлгавській реальній школі. Був одним з організаторів Спілки молоді в Єлгаві. Його старший брат Альфред Тілтиньш був офіцером 3-го латиського стрілецького Курземського полку й 1918 року вступив до більшовицької партії. У 1920 році Поль також вступив до забороненої в Латвії Комуністичної партії.
У 1923 році вступив до Латвійської вищої школи, створеної на базі Ризької Політехніки.
Протягом 1924–1925 років проходив військову службу в Збройних силах Латвії. У 1925 році відвідав Париж, де його брат Альфред очолював радянську розвідку.
1926 року емігрував до СРСР, з того ж року в лавах РСЧА. Член ВКП(б) з 1927 року. У 1928 році закінчив Московську військову піхотну школу, командував стрілецьким взводом 59-го стрілецького полку Ленінградського військового округу. З жовтня 1930 року — командир взводу розвідки 1-ї механізованої бригади Московського військового округу, з травня 1931 року — командир автоброневого дивізіону в Закавказькому військовому окрузі, з грудня 1932 року — командир танкового батальйону 5-ї механізованої бригади. У 1935 році закінчив КУКС при Військовій академії механізації і моторизації РСЧА, командував танковим батальйоном 4-ї механізованої бригади.
У 1936–1937 роках брав участь в громадянській війні в Іспанії під псевдо «капітан Грейзе». 29 жовтня 1936 року в бою поблизу населеного пункту Сесенья (за 30 км на південь від Мадрида) танкова рота під його командуванням завдала несподіваного удару по ворогу. Особисто капітан Грейзе (Арман) знищив 3 танки й багато живої сили супротивника. Діставши контузію, продовжував керувати ротою з палаючого танка. Всього протягом дня танкова рота під командуванням капітана Грейзе (Армана) знищила і розсіяла до двох ескадронів кінноти й до двох батальйонів піхоти, вивела з ладу 12 гармат, кілька десятків автомашин з вантажами і декілька танків. Підлеглий Армана — Семен Осадчий здійснив перший танковий таран, зіштовхнувши в лощину італійську танкетку «Ансальдо».
Після повернення в СРСР у 1937 році майор Поль Арман призначений командиром 5-ї механізованої бригади, проте вже 27 лютого того ж року він був заарештований за звинуваченням у шпигунстві. Понад два роки провів у в'язниці, де його піддавали допитам. 21 червня 1939 року постановою Особливої наради при НКВС СРСР звільнений «за недостатністю звинувачення».
З вересня 1939 року — слухач Військової академії імені М. В. Фрунзе. У травні 1941 року полковник Арман закінчив Академію й був призначений заступником командира новосформованої в Орловському військовому окрузі 51-ї танкової дивізії.
В роки німецько-радянської війни командував 11-ю танковою бригадою, а з березня 1943 року — командувач бронетанкових і механізованих військ 4-ї армії Волховського фронту.
З серпня 1943 року — командир 122-ї танкової бригади того ж фронту. За короткий час йому вдалось відновити управління частинами бригади, втрачене попереднім комбригом, і націлити їх на виконання завдань, поставлених Військовою радою фронту. 7 серпня 1943 року поблизу села Поріччя Кіровського району Ленінградської області особисто виїхав у бойові порядки частин, щоб налагодити спільні дії з піхотою. Вийшовши з танку, був убитий кулеметною чергою супротивника.
Похований у місті Волхов Ленінградської області, Росія.

## Нагороди
Указом Президії Верховної Ради СРСР від 31 грудня 1936 року «за виконання спеціальних завдань Уряду», капітанові Арману Полю Матісовичу присвоєне звання Героя Радянського Союзу з врученням ордена Леніна і Грамоти Президії Верховної Ради СРСР. Згодом йому була вручена медаль «Золота Зірка» за № 27.
Також був нагороджений орденом Вітчизняної війни 1-го ступеня (09.08.1943, посмертно).